# Morel (rivière)
Pour les articles homonymes, voir Morel.
Ne doit pas être confondu avec Morelle (rivière).
Le Morel ou torrent le Morel est une rivière française du département Savoie de la région Auvergne-Rhône-Alpes et un affluent gauche de l'Isère, c'est-à-dire un sous-affluent du Rhône.

## Géographie
D'une longueur de 11,5 kilomètres,
le Morel prend sa source sur la commune Des Avanchers-Valmorel à 2 140 mètres d'altitude, près du Plan Salin, et au nord de la Pointe du Niélard (2 559 m) et de la Pointe du Grand Niélard (2 544 m).
Il coule globalement du sud-ouest vers le nord-est, et traverse la forêt domaniale du Morel avec la cascade du Morel près du bois de l'Epigny à 600 m d'altitude environ et au sud-est de Doucy Tarentaise.
Il conflue sur la commune de Aigueblanche, à 440 mètres d'altitude, entre la base de loisirs et la piscine, entre les lieux-dits la Grande Prairie et l'Étrat.

### Communes et cantons traversés
Le cours du Morel se situe entièrement dans le département de la Savoie, l'arrondissement d'Albertville et le canton de Moûtiers. La rivière y traverse quatre communes, soit de l'amont à l'aval : Les Avanchers-Valmorel (source), La Léchère, Saint-Oyen, Aigueblanche (confluence).

### Toponymes
Le Morel a donné son hydronyme à la commune suivante : Les Avanchers-Valmorel, ainsi qu'à la station de ski Valmorel.

### Bassin versant
La superficie du bassin versant L'Isère du Doron de Bozel au torrent d'Eau Rousse inclus (W030) est de 1 713 km2.
Le bassin versant correspond à la commune de Les Avanchers-Valmorel - 22 km2 -, et une partie des trois communes de la Léchère, Saint-Oyen et Aigueblanche pour environ 10 km2  soit environ 32 km2.

### Organisme gestionnaire
L'organisme gestionnaire est un EPTB : le Syndicat mixte des bassins hydrauliques de l'Isère : le Symbhi.

## Affluents

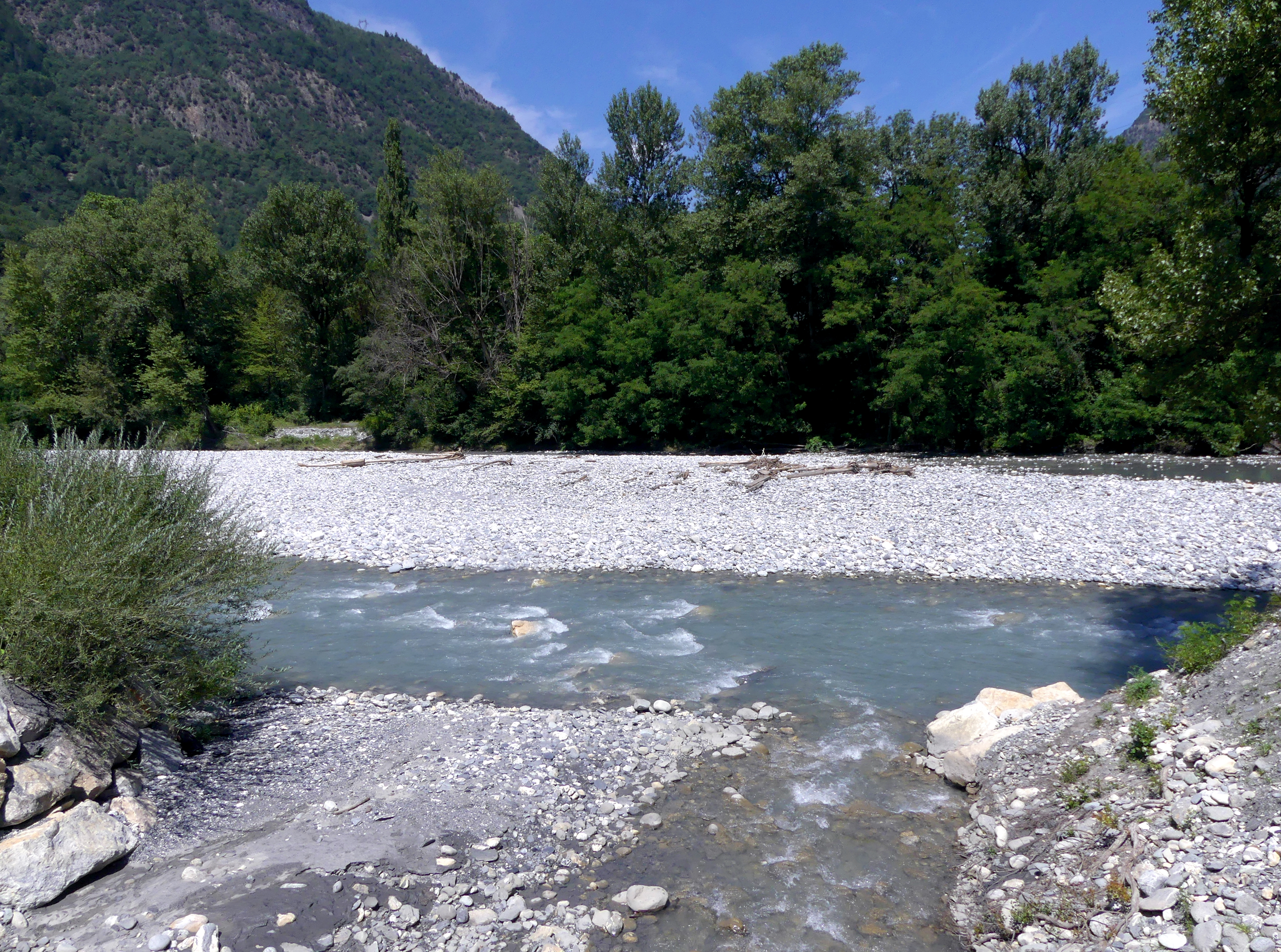
Confluence du Morel et de l'Isère.

Le Morel a onze affluents référencés :
- le ruisseau du Péchet (rg), 1,7 km sur la seule commune de les Avanchers-Valmorel qui vient de la Pointe de Pelève (2 408 m)[notes 3].
- le ruisseau de Fontaine Froide (rg), 1,8 km sur la seule commune de les Avanchers-Valmorel[notes 3].
- le ruisseau de l'Envers (rg), 1 km sur la seule commune de les Avanchers-Valmorel[notes 4].
- le ruisseau du Planchamp (rg), 1 km sur la seule commune de les Avanchers-Valmorel[notes 4].
- le ruisseau de Mapassa (rd), 1,6 km sur la seule commune de les Avanchers-Valmorel[notes 5].
- le ruisseau du Côte Rouge (rd), 1 km sur la seule commune de les Avanchers-Valmorel[notes 5].
- le ruisseau des Lanchettes (rg), 1,5 km sur la seule commune de les Avanchers-Valmorel[notes 4].
- le ruisseau des Teppes (rg), 3,2 km sur la seule commune de les Avanchers-Valmorel[notes 4].
- le ruisseau de la Perrière (rd), 2 km sur la seule commune de les Avanchers-Valmorel[notes 5].
- le ruisseau de Champ Benoît (rd), 1,3 km sur la seule commune de les Avanchers-Valmorel[notes 5].
- le Merderel (rd), 2,6 km sur les deux communes de Aigueblanche et Saint-Oyen[notes 6].

Géoportail ajoute :
- le ruisseau des Trembles (rd) 0,8 km sur la seule commune de les Avanchers-Valmorel et,
- le ruisseau Lanchenal (rg) 0,6 km sur la seule commune de les Avanchers-Valmorel.

Le rang de Strahler est donc de deux.

## Aménagements
EDF a installé deux prises d'eau, en haut de la station de Valmorel, pour alimenter, par la galerie souterraine de la Coche, le lac et barrage réservoir haut de la centrale hydroélectrique de la Coche Saint-Hélène. La prise sur le Morel est de 0,80 m3/s à 1 405 m d'altitude et la prise sur les Teppes de 0,15 m3/s aussi à 1 405 m d'altitude.

## Hydrologie

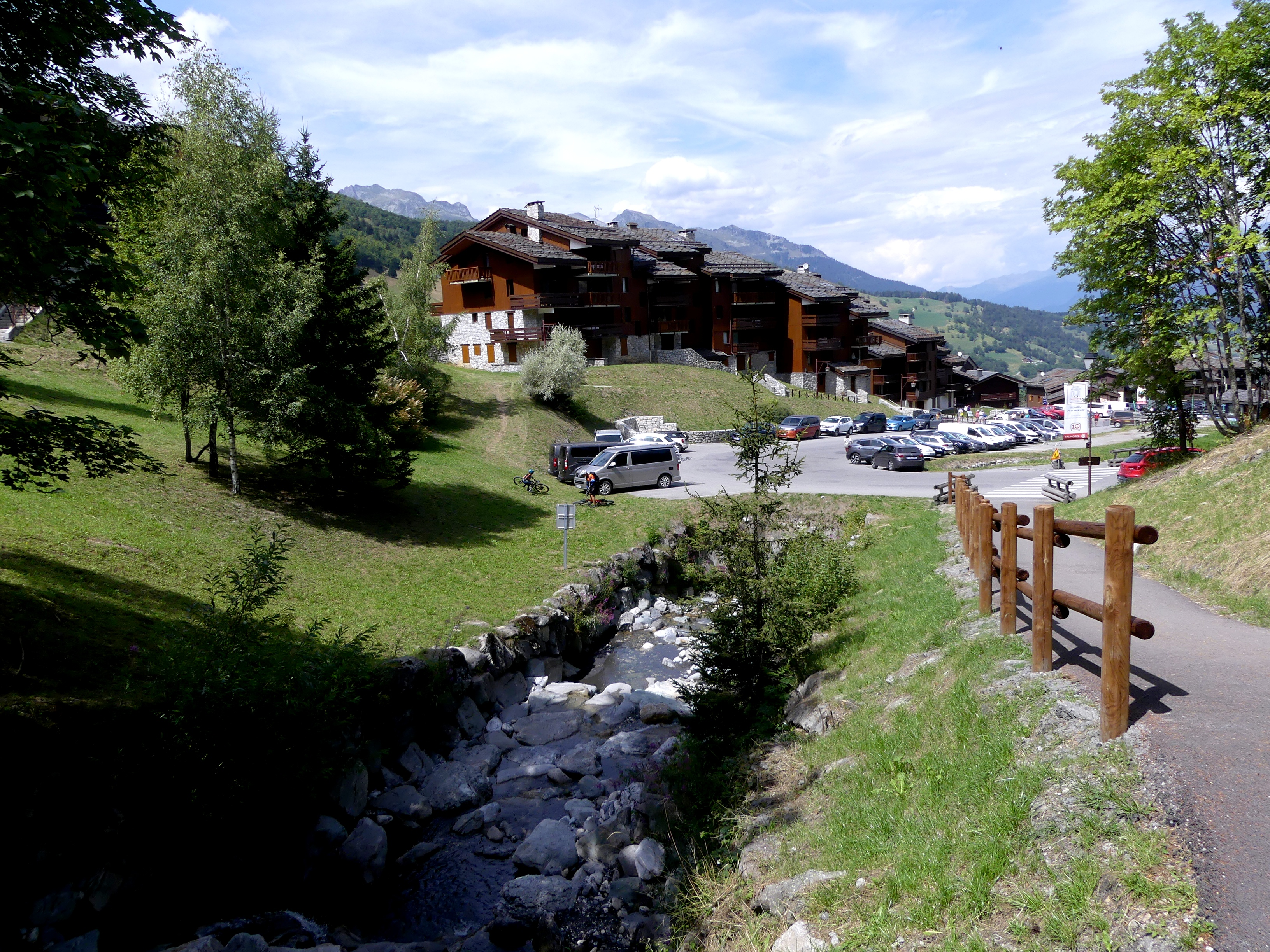
Le Morel à Valmorel en été.